# Kunta Kinte
Kunta Kinte   (Juffureh, 1750 - comtat de Spotsylvania, 1810) és un personatge de ficció de la novel·la de 1976 Roots: The Saga of an American Family del periodista estatunidenc Alex Haley. Kunta Kinte està basat en un dels avantpassats de Haley, un home gambià que va néixer al voltant de 1750, esclavitzat i portat a Amèrica on va morir al voltant de 1810. Haley va declarar que el seu relat de la vida de Kunta Kinte a Roots és una barreja de realitat i ficció.
La història de la vida de Kunta Kinte apareix en dues sèries de televisió basades en el llibre: la minisèrie original de 1977 Roots i una nova versió de 2016 amb el mateix nom. A la minisèrie original, el personatge va ser retratat com a adolescent per LeVar Burton i com a adult per John Amos. A la minisèrie del 2016 és interpretat per Malachi Kirby. Burton va repetir el seu paper a la pel·lícula de televisió de 1988 Roots: The Gift.

## Biografia
Segons Roots, Kunta Kinte va néixer cap al 1750 al poble mandinkés de Juffureh, i va ser criat en una família musulmana. L'any 1767, mentre buscava fusta per a fer-se un tambor, quatre homes el van perseguir, el van envoltar i el van apressar. Kinte es va despertar i es va trobar amb els ulls embenats, lligat i captiu, i amb altres van carregat al vaixell d'esclaus Lord Ligonier per a un viatge de quatre mesos cap a Amèrica del Nord.
Kunta Kinte va sobreviure al viatge i a Maryland va ser venut a un John Waller (1741-1775), fill de William Waller (1714-1760) i net de John Waller (1673-1754) (Reynolds a la minisèrie de 1977), propietari d'una plantació a Virgínia, que el va rebatejar com a Toby (anomenat per l'esposa de John Elizabeth al remake del 2016). Va rebutjar el nom que li imposaven els seus propietaris i es va negar a parlar amb els altres. Després de ser capturat de nou durant el quart intent de fuga, els esclavistes li van donar un ultimàtum: seria castrat o li tallarien el peu dret. Finalment li van tallar la meitat davantera del peu dret. Amb el pas dels anys, Kunta Kinte, ara propietat del germà de John, el doctor William Waller, es va resignar al seu destí i es va fer més sociable sense oblidar mai la seva identitat i origen.
Més endavant es va casar amb una dona esclava anomenada Bell i van tenir una filla, Kizzy (Keisa, en mandenkà), que en la seva llengua materna significa «seieu» o «quedau-vos quiet», per a protegir-la de ser venuda com ho havia estat Bell. Malgrat tot, d'adolescent Kizzy va ser venuda a Carolina del Nord quan William Waller va descobrir que havia falsificat un bitllet per a un jove esclau, Noah, de qui estava enamorada. Missy Anne, la neboda del propietari de la plantació, li havia ensenyat a llegir i escriure d'amagat. El seu nou propietari, Thomas Lea (Moore a la minisèrie de 1977), la va violar d'entrada i així va tenir el seu únic fill, a qui va anomenar George pel seu primer esclau (o pel seu propi pare, segons la minisèrie del 2016). George va arrossegar de per vida el malnom de Chicken George, a causa del seu deure de tenir cura dels galls de baralla del seu amo.
A la novel·la, Kizzy mai no s'assabenta del destí dels seus pares. Passa la resta de la seva vida com a treballadora a la plantació de Lea a Carolina del Nord. Segons la minisèrie de 1977 Kizzy torna a visitar la plantació de Reynolds i descobreix que la seva mare va ser venuda a una altra plantació i que el seu pare va morir de tristesa dos anys més tard. Ella troba la seva tomba, on ratlla el seu nom d'esclau Toby i escriu el seu nom real Kunta Kinte. L'última part del llibre s'ocupa de les generacions entre Kizzy i Alex Haley, que afirmava ser un descendent de setena generació de Kunta Kinte.

### Exactitud històrica
Haley va afirmar que les seves fonts per als orígens de Kunta Kinte eren la tradició familiar oral i un home que va conèixer a Gàmbia anomenat Kebba Kanga Fofana, que afirmava ser un griot amb coneixements sobre el clan Kinte. Els va descriure com una família en què els homes eren ferrers, descendents d'un marabit anomenat Kairaba Kunta Kinte, originari de Mauritània: «quan van venir els soldats del rei, el gran d'aquests quatre fills, Kunta, va marxar d'aquest poble per a tallar llenya i mai més no se'l va veure».
Tanmateix, periodistes i historiadors van descobrir posteriorment que Fofana no era un griot. En tornar a explicar la història de Kunta Kinte, Fofana va canviar detalls crucials, com ara el nom del seu pare, els noms dels seus germans, la seva edat, i fins i tot va ometre l'any en què va desaparèixer. En un moment donat, fins i tot va situar Kunta Kinte en una generació que era viva al segle xx. També es va descobrir que els ancians i els griots no podien recordar llinatges genealògics fiables abans de mitjans del segle xix, amb l'única excepció aparent de Kunta Kinte. Sembla que Haley havia explicat a tanta gent sobre Kunta Kinte que havia creat un cas d'informe circular: en lloc d'una confirmació independent de la història de Kunta Kinte, en realitat estava escoltant les seves pròpies paraules repetides.
Després que el llibre de Haley es fes famós, l'antropòleg Harold Courlander va assenyalar que la secció que descriu la vida de Kunta Kinte sembla ser extreta de la seva novel·la de 1967 The African. Haley al principi va desestimar l'acusació, però més tard va emetre una declaració pública afirmant que el llibre de Courlander havia estat la font, i Haley va atribuir l'error als seus investigadors assistents. Courlander va demandar a Haley per infracció dels drets d'autor, que Haley va resoldre de manera extrajudicial.
No obstant les incoherències en la cronologia de Haley, l'historiador John Thornton, director del programa d'Estudis Afroamericans de la Universitat de Boston, va assenyalar que una persona anomenada Kunta Kinte podria haver viscut a Gàmbia a la dècada de 1700 i haver estat esclavitzada.